# リーンの闇砦
『リーンの闇砦〜黒き髪の人形使い〜』（リーンのあんさい〜くろきかみのにんぎょうづかい〜）はテーブルトークRPG(TRPG)『セブン＝フォートレス』のリプレイ作品。ゲームマスター（GM）兼リプレイ執筆は菊池たけし。
『フォーチューンの海砦』に続く「砦シリーズ」リプレイ第三弾として、『ゲーマーズ・フィールド』4号（1997年3･4月号）～19号（1999年9･10月号)に全15回で連載され、後にゲーム・フィールドから単行本、富士見書房（富士見ドラゴンブック）、エンターブレイン（ファミ通文庫）から文庫としてまとめられた。イラストは連載時、単行本版、富士見ドラゴンブック版は四季童子、ファミ通文庫版は石田ヒロユキが担当している。

## 概要
製品版『セブン＝フォートレスRPG』（いわゆる『Ver.3.30』。以下『（ルール）第一版』）を使った初のリプレイとして連載された作品である。『セブン＝フォートレス』シリーズのリプレイは『アルセイルの氷砦』『フォーチューンの海砦』の二本が過去に『RPGマガジン』に連載されていたが、それらは製品前のテストバージョンのルールによるものであり、ゲームバランスもまともなものではなく、ユーザーに対してのゲームルールの教本としてはまったく役に立たないものであった。そこで、第一版の実際の運用の実例の紹介として連載が始められたのがこの『リーンの闇砦』である。
しかし、連載の中盤からシステムが第一版から『セブン＝フォートレス Advanced』（以下、『Ad』）のテストバージョンに切り替わり、以後本リプレイは『Ad』のテストプレイとして行われるようになった。結果的には『闇砦』もまた砦シリーズリプレイの伝統である「テストプレイの風景をリプレイ化した作品」であるといえる。
リプレイ収録セッション中のゲームシステムのバランスは過去二作よりはるかに安定している。前半は製品版のルール第一版が使われているし、後半で使用されている『Ad』のテストバージョンも、テストバージョンとはいえまともなゲームバランスとなっていた。
しかし、ストーリー展開は「砦シリーズ」の中でも最大級の「大荒れ」となっている。セッション中に重要な場面にプレイヤーキャラクター（PC）が立つたびに、PCのロールプレイ、戦闘のダイス目、ノンプレイヤーキャラクター（NPC）との相性判定などが裏目に働いて、GMもプレイヤーも予想していない結果を導いている（詳細は#「大惨事」への道の節を参照）。これらの出来事が積み重なった結果、本リプレイはPCの一人がラスボスになるという展開を迎えることになる。
掲載雑誌はF.E.A.R.のゲームサポート雑誌『ゲーマーズ・フィールド』に移っている。リプレイの連載期間自体は2年半ほどとなるが、『ゲーマーズ・フィールド』が隔月刊のため、『フォーチューンの海砦』ほど長いストーリーにはなっていない。むしろ本編に当たるストーリー自体は短めであり、連載の約1/3は『Ad』のルール紹介という名目で行われた「ダンジョン編」で占められている。この「ダンジョン編」は連載期間で言うと1年弱も続けられているのだが、ルールの紹介としてはかなり優れた内容となっており、菊池たけしの軽快な文体も相まって傑作の声も高い。本作以降、「砦シリーズ」リプレイは『ゲーマーズ・フィールド』で展開されることとなる。

## あらすじ
時は十六王紀965年、リーン地方はガンビエンゼ郊外の宿場町。
武闘大会に参加するためガンビエンゼに向かう男装の女戦士アイラとその相方で二重人格の魔法使いファラウス。自分の居場所を求めて流離う人造ライカンスロープ少女ディフェス。家宝「めんたこ」を持ち出しフォーチューンの実家を出奔した魔導師アニス。一癖も二癖もあるPCたちは偶然と必然とシナリオの都合によりGMによって強引にパーティーを組まされた。しかしあまりに個性の強すぎるこの4人が一緒にいて素直にまとまるわけがない。案の定、シナリオは開始直後から明後日の方向に。ノリにまかせてとある都市の市長選挙の護衛に雇われた4人はGMもプレイヤーも予想だにしない出来事の連続で、あれよあれよという間に暗黒破壊神バラーをめぐる「闇の宗教」の陰謀に巻き込まれていく。その中でアイラは市長候補の令嬢ティ・ステイシスと恋に落ちる。しかしこのティこそが4人を意外すぎるクライマックスへ導くことになる……

## 登場人物・用語

### プレイヤーキャラクター
プレイヤーによって操作するキャラクター。PC。名前の横にカッコで記述されているのはプレイヤー名である。キャラクタークラス矢印つきで複数かかれている場合は途中でクラスチェンジしたことを表す。属性についてはスラッシュをはさんで左側が第一属性、右側が第二属性となる。
ファラウス (鈴吹太郎)
キャラクタークラス : メイジ　→　ブラックナイト
属性 : 〈闇〉 / 〈氷〉
超古代の破壊兵器「暗黒破壊神バラー」の持ち主であると同時に、それを封印する方法を探して旅をする魔法盗賊。21歳の男性。
彼の心には善と悪の二つの魂が宿っており（特徴表で「二重人格」を振ったため）、善の魂はバラーを永久に封印する事を目的とする善人（自称）だが、悪の魂の方はバラーを使って世界征服をたくらむ悪の帝王（自称）である。HPが重傷になるたびに魂の善悪が切り替わる。しかし、ファラウスはもともとが金に汚い盗賊キャラクターであるため、善の魂になっているときも結構あくどいことをしている。そのためリプレイ中では「普段はケチな小悪党だが、人格が入れ替わると手に負えない極悪人になる」という外道キャラクターに成り下がっている。
人格の入れ替わりのスイッチである「HPが重傷状態になった時」はGMとプレイヤーの鈴吹太郎の協議で決めたハウスルールであり、ルールブックに人格交換についてのルールがあるわけではない。
悪の魂になったときのファラウスは髪が黒く染まる（普段は銀髪）。悪のファラウスはリプレイ中は「ファラウスマイナス」という表記で統一されているファラウスマイナスもプレイヤーの鈴吹が演じているが、これがかなりノリノリでやっているように見えており、ファラウスマイナスの突拍子もない行動がリプレイ中では何度も予想外の結果を生み出している。なお、ファラウスマイナスが登場すると彼はバラーを起動する。バラーは隠されている場所から3日でファラウスマイナスの元にやってくるため、ファラウスマイナスがいったん現れたら他のPCたちは3日以内に彼を重傷状態にもう一度持ち込んで善のファラウスに戻す必要がある。もっとも、全編中ファラウスマイナスが登場したのは序盤1回と終盤だけである。
その正体は古代兵器ヴェイラー（上記の「バラー」の別名）を起動するために「闇の宗教」によって作られた「鍵」のプロトタイプである。「闇の宗教」は当初、解析したヴェイラーの魔導装置と波長の合う人間を人為的に創り出すため、ヴェイラーのデータを人間の脳に移植しようとした。しかし移植先となった人間は精神が善悪に分裂した挙句、「闇の宗教」の研究施設を脱走してしまった。この人物こそファラウスである。なお、この過程でファラウスは過去の記憶を失ってしまっている。ファラウスに逃げられた「闇の宗教」は、第2のプランとしてめんたこの開発に向かう。
ヴェイラーの封印を解けるのはファラウスだけであるため、リプレイ後半では闇の宗教残党に狙われ、「魂を吸い取る短剣」によって善の魂を奪われてしまう。ところがその後もファラウスマイナスはあくまでPCでありつづけたため、プレイヤーである鈴吹のロールプレイも手伝って、最終的にファラウスマイナスはこのリプレイのラスボスの座を得、リプレイは「バラーによって世界を征服しようとするファラウスマイナスVSアイラたち」という対立構図になってしまった。最後は古代兵器バラーの内部でアイラとの一騎討ちに臨み、「かすかに残っていた善の魂が目覚めた」という演出で自らをアイラに倒させ、バラーの爆発に巻き込まれ行方不明になるが、『フォーラの森砦』で善の魂を完全に無くした状態で復活することになる。
「ファラウス」という名前は、もともと鈴吹がプライベートセッションで使用していたPCのものである。『闇砦』のファラウスが有名になった結果、鈴吹はプライベートセッションで「ファラウス」をキャラクター名に使わなくなった。また、『ゲーマーズ・フィールド』では1997年4月から8月にかけて『闇砦』と並行して鈴吹作品『トーキョーN◎VA The 2nd Edition』の連作リプレイ「白き狼と黒き猟犬」「光の幻（マヤカシ）と影の力（バサラ）」「悪魔の真実 神の虚偽」が掲載されており、この頃に大阪で開かれた『トーキョーN◎VA』のコンベンションで鈴吹は「ファラウスって本当に社長（鈴吹の通称）がやられてるんですか?」とファンから聞かれ、どう答えていいかわからなくなったという。
なお、『森砦』連載開始に先立って『ゲーマーズ・フィールド』に掲載され、のちファミ通版に収録された予告漫画には、鈴吹の代理として善のファラウスが1コマだけ登場し、GM自身である「きくたけドロンパ」にツッコミを入れている。

アイラザード＝テトラシェード (関野隆史)
キャラクタークラス : ライトウォーリア　→　ナイト
属性 : 〈氷〉 / 〈闇〉
一子相伝の剣技流派「四影流武闘術」を継承した男装の麗人。19歳の女性。幼いころ男子のみしか継げないこの流派を継承するために男子として育てられた。なぜかフルネームで名乗る事や呼ばれる事を異常に恥ずかしがるため、劇中では「アイラ」という愛称で呼ばれる事が多かった。
「四影流武闘術」は、アイラ曰く「相手の力に応じて戦闘力を変化させる武術」であり、「世界を滅ぼす魔神とも互角に戦える」のだが、その場の勢いで「その辺の道端にいるスライムとも互角に戦い苦戦する」と口走ってしまい、「それでは世界中の誰よりも弱いじゃないか！」と他のプレイヤーに突っ込まれていた。
見た目が「男装の麗人」というべき中性的な美形なのだが、プレイヤーが自分がやりやすいキャラクター像として『GS美神 極楽大作戦!!』の横島忠夫のような性格で演じたために、女好きなオカマにしか見えないという奇妙なキャラクターになってしまった。ただしストーリー上では、アイラが「本当に」女性である事実は、ステイシス邸の地下研究施設で「男性の肉体のアイラ」を発見するまでファラウス達は知らなかった（プレイヤー達は知っている）。
だが、この見た目と性格のギャップこそがアイラの特徴でもある。女好きのくせに恋愛フラグが立つと逆にパニくって何もできないという弱点も特徴的で、リプレイ中ではティ・ステイシスに惚れられるが、彼女に迫られると始終右往左往していた。また、リプレイ開始以前よりファラウスとは旅の仲間（武闘大会に参加するため、会場のあるガンビエンゼに向かう途中で知り合った）とあって、多少彼の影響も受けているらしく、序盤のガルガンダス襲撃事件の時には「我ら"義"によって助太刀いたす!」と言った舌の根も乾かないうちに「ところで双方いくら出すっ!?」と用心棒料の請求をするなど金に汚いところも見せる。
彼女の正体はヴェイラーを機動するために作られた「鍵」の研究過程で、ティ・クローンを作るためのクローン技術研究の過程で生み出された試作実験体であり、それ故生まれながらにしてティと運命的なつながりを持っている。だがクローニングの失敗で肉体は女性になってしまった上固有の魂も生成されず、しかもオリジナルである男性の魂がクローン体に移ってしまった。そのため「闇の宗教」はオリジナルの肉体を保存し、クローン体を覚醒させた。しかしある日、テトラシェードなる戦士が研究施設を襲撃。クローン体とめんたこを奪取する。戦士テトラシェードはクローン体を「アイラザード」と名付けて自身の養子とし、追手の追求を避けるため男として育てた。これが、彼女の「肉体と精神の性の不一致」の真相であった。
最終話では、ティ＝ブラックと共にヴェイラーに残り、闇の宝珠を破壊。その直後にティ＝ブラックがヴェストーから奪った「魂を吸い取る短剣」によって魂が移された、そして短剣を回収したディフェスとアニスの手で、ステイシス邸から掘り起こしたオリジナルの肉体に魂を移され、9年に渡る昏睡状態を経て意識を取り戻した。のち「サライの八導師」シェイラ＝イクスティムに取り立てられ、その側近となった。
プレイヤーの関野隆史はフリーのゲームライターで、菊池の高校時代からの友人であった。本作以前には、高梨俊一がデザインしたTRPG『ルール・ザ・ワールド』のリプレイ「呉服屋の番頭」（『タクテクス』に掲載。執筆は菊池）で主人公を演じている。

アニス＝ペルノー (三上義衛)
キャラクタークラス : メイジ
属性 : 〈海〉 / 〈空〉
フォーチューン地方の大都市リ・アクアティースの名家のお嬢様。22歳。ペルノー家は王宮魔術師を代々務める名門の魔術師の血筋であり、放浪の剣士アイラ、謎の組織から脱走したディフェス、盗賊のファラウスと怪しい素性ばかりのパーティーの中で唯一真っ当な出自を持つ。
家のならわしで突如武者修行に放り出された。その問答無用ぶりへの腹いせで、代々伝わる家宝の小箱「めんたこ」を無断で拝借したために、実家から追っ手がかかることになる。
愛犬のポチョムキンとともに逃亡の旅の途中、ぼったくり食堂の主人からアニスの身柄を確保する依頼を受けたファラウスとアイラに追いまわされ、その際遭遇したディフェスにも「関係ないので無視する」といわれてしまい、結局捕まってしまう。
だが、ファラウスとアイラ以外の実家からの追っ手は、めんたこを取り返すためならアニスの殺害も辞さないレベルの刺客たちであった。アイラとファラウスは、名家でありながら（家宝とはいえ）実家の物を盗んだ程度で殺人すら認めるというペルノー家の指示を訝しく思い、食堂の主人の依頼を放棄して、アニスと行動を共にする。このめんたこの秘密を探ることがアニスのリプレイ中での立ち位置となっている。
プレイヤーの三上義衛が関西人のため、キャラクターも関西弁を操るキャラになったが、一人称はセッション進行とともに「あたし」「わし」「あちき」「オラ」「あっし」と安定しなくなっている。トレードマークはいつも持ち歩いているぬいぐるみとスコップ。スコップは攻撃用武器でもあり、敵の傷口にえぐりこむという凶悪な使い方をする。特徴で「超病弱」を持っているが、序盤しかそれが使われた場面がない。
リプレイ中では不幸担当であり、大抵は他のPCの暴挙に巻き込まれてひどい目にあっている。リプレイ後半でペルノー家も闇の宗教残党組織への協力疑惑で取り潰されていた。
ヴェイラー破壊の1年後には別の地にいたが、ディフェスからの手紙を受けて再びリーン地方に赴き、9年を費やしてアイラの蘇生作業に従事。その成功を見届けてリ・アクアティースに戻り、家を再興するために商人になりペルノー商会を開く。『Ad』以降の時代である七紋章暦時代ではPCに物資支援をする公式NPCの1人として登場している。三上義衛はこの後も『ゲーマーズ・フィールド』の『セブン＝フォートレス』サポート記事「無限への挑戦」の挿絵を描いているが、プレイヤーとしての参加は今のところ『闇砦』のみとなっている。

ディフェス＝サシン (藤村まどか)
キャラクタークラス : ディバインウォーリア　→　イリュージョニスト
属性 : 〈幻〉 / 〈闇〉
天涯孤独の15歳の少女。物心ついた時から、ある秘密組織の研究所で生物実験の被験体として改造された過去を持つ。しかし研究所が何者かの襲撃を受け壊滅したのを機に脱走し、現在は自分の居場所を求めて放浪中。
実験の副作用で精神は不安定であり、心を乱すと自らの意思と関係なく全長30－40メートルのワイバーンに変身してしまう（特徴表の結果で得た特殊能力《ライカンスロープ》の効果）。自分の意思でも変身出来る。
プレイヤーの藤村まどかは『氷砦』のマドカのプレイヤーでもあり、今回も無口系のキャラクターである（「天涯孤独で根の暗い子供」というキャラクターを表現するため）。ただ、やはりプレイヤーとしての発言は普通に行うので、いわゆる「お地蔵さんプレイヤー」というわけではない。そればかりか今回は、プレイヤーとして突如『北斗の拳』のアミバの声真似をしたり、ダンジョン探索でメタ発言をしたり、「『砦』がなかなか出ないのは『砦シリーズ』の定番か」とGMにツッコミを入れたり、果てはティがガルガンダスらに殺害された直後、ワイバーン化するために行為判定でファンブルを狙って本当に出してしまうなど、暴走気味のプレイに走っている。
PCとしての台詞は少ないものの、キャラクターの行動としては非常にクレバーに戦略的に動く面もあり、存在感は強いキャラクターであった。
名前は藤村が当時欲しいと思っていた車の名前から取られている。
後に、ディフェスを改造した秘密組織とはヴェストー率いる闇の宗教残党組織で、ディフェスはティの19番目のクローンであった事が判明する。年齢が15歳と若いのは実験の一環として精霊界に流された結果である。
事件解決後は、最終的には男として復活したアイラ同様シェイラの側近となり、アイラに惚れられて追い掛け回される事になる。

戦艦ポチョムキン (三上義衛)
キャラクタークラス : エクスプローラー
属性 : 〈幻〉 / 〈空〉
元はアニスがアイテムとして購入していた「危険が近づくと眠る犬」で、ただ単に「犬」とだけ呼ばれていた。ところが、『Ad』環境下で行なわれた「ダンジョン編」突入の際、PC全員が第一版に基づいて作られていたために、『Ad』で新たに設けられたクラス「エクスプローラー」（探索士）がいないことが判明。急遽この「犬」をエクスプローラーのキャラクターとして作り直し、パーティーの一員になって以降、急激に存在感を増していく。名前は読者公募でアニスのプレイヤーである三上義衛が選んだ。
基本的にはNPCなのだが、飼い主であるアニスを演じる三上により操作されることが多かった。犬のくせにピッキングなどを使いこなす一流の探索士である。ただし犬なので人語をしゃべれないため、ダンジョン内で発見した罠の内容などを他のPCに伝えられないという探索士として致命的な弱点がある。また、防具を装備出来ないので一度罠に引っかかって肉塊と化した事があった（生死判定に成功してアニスの魔法で回復した）。なお、能力を見ると実はアニスより強いのではないかという説がある。
物語のエピローグで天寿を全うしたが、子供が引き続きアニスに飼われているようである。

### ノンプレイヤーキャラクター
GMが操作するキャラクター。NPC。
ティ＝ステイシス
アイラたち4人が探索者協会の斡旋でやってきた、リーン地方の小都市の有力者の娘。外見年齢20歳ほどで、長い黒髪が印象的な少女。武芸に秀でており槍を得物とする。今作のヒロイン。
ガルダンダス襲撃の一報を受けて街から駆けつけ、PCたち（ファラウス除く）と出会った。その際アイラに一目ぼれしてしまう。以降、ティはアイラにアタックをかけることとなった。逆にファラウスを蛇蝎のごとく嫌っている。口調は丁寧だが強気。しかしアイラの前では乙女モードに入りしおらしくなる。母親のモガが覚悟を迫るほど破壊的な料理の腕前を持ち、彼女の作る料理を食べる際行為判定に失敗すると気絶する。
自分でも気づいていなかったが、実は母親であるモガの手により作られた本物のティのクローンであり、最後はモガによって操られてパーティに刃を向け、アイラの命をかけた説得により意識を取り戻すも、直後にガルガンダスとその配下に魔法攻撃を受け死亡する。なお、「オリジナルのティ」は本作には登場せず、『シェローティアの空砦』EPISODE 04でようやく姿を現す事になる。
ティ＝ステイシスは連載時に毎号乗っていた「次回予告漫画」では第1回に掲載された「第2回の予告」から登場していたキャラクターであるが、実際に登場したのは連載回数で言うと第4回（ファミ通文庫版では第3話中盤）である。これはPCたちの行動があまりにGMの予定と違うことばかりでシナリオの内容がずれていったためなのだが、ゲームプレイより先行して描かれていた予告漫画ではティは毎号出演していたため、ゲーム・フィールド版単行本では「次回予告のみに登場する女」などと呼ばれてしまっている。リプレイ本編でファラウス（というより鈴吹）が初登場であるティに対して「ようやく例のNPCが登場した」と感想を述べ、第4回に掲載された「第5回の予告」で「あたしなんて出る出ると言われて、やっと今号でっ!!」と叫びながらきくたけドロンパに制裁を加えているはそのためである。

モガ＝ステイシス
ティ＝ステイシスの母親。親子が住む小都市の有力者で、市長選挙の3人の候補者のひとり。探索者協会は市長選挙の警備を4人に依頼していたが、モガはガルガンダスが、3週間前に謎の死を遂げた候補者の代わりにやってきた事を明かし、選挙戦の背後で動く存在への対処を依頼する。
その正体は闇の宗教残党組織の研究員である。だが残党組織をも裏切って研究成果を独占して逃亡していたため、ヴェストー一派と十六都市国家評議会の双方から追われる身であった。真実を知ったアイラたちを始末にかかったところを反撃にあい、殺される。
残党組織では宝珠の後継者である「ティ」という少女のクローンを作り出す研究をしていた。娘として育てられていた「ティ＝ステイシス」はティの18番目のクローンである。なお、彼女が残党組織を裏切った理由も、「オリジナルのティ」同様『空砦』EPISODE 04で明かされている。
リプレイ中盤に行われる「ダンジョン編」はモガの屋敷地下にある秘密研究施設を舞台としているが、本来予定していたストーリー上ではこの施設をダンジョンにする予定はなかった。しかし『闇砦』がダンジョン攻略に特化した『Ad』のテストプレイに移行したため、クローン研究施設にしては明らかに不自然なトラップが仕掛けられている。作中でもその不自然さへの突っ込みをティの口を借りてGM自ら行っているという自虐ネタがある。

ガルガンダス
市長選挙の候補者としてモガの住む都市にやってきた壮年の男性。序盤で謎のテロ集団（後に闇の宗教残党組織・ヴェストー一派であることが判明する）に襲撃されているところをアイラたちに救われるが、アイラが双方に用心棒料を請求したため、「用心棒料オークション」に参加させられるハメになる。
その正体は、市長選挙に絡んで候補者の一人が不可解な死を遂げた事件に関連して、モガの素性を掴むべく十六都市国家のひとつ・ラファライドより派遣された神官。リプレイ中ではガルガンダスもモガも自分の正体をPCには隠しており、PCがどちらに味方するかを悩ませる展開であった。
モガとの戦闘中に乱入し、ティを殺害することに成功する。しかし、（アイラたちの心情を知らなかったとは言え）不用意な発言をしたためアイラたちの怒りを買い、ワイバーンと化したディフェスによって4人の護衛兵のうちジェイドを除く3人と共に焼き殺された。結果、アイラたちはガルガンダス一行殺人の下手人として追われる身となる。

ティ＝ブラック
「ティ」の16番目のクローン。闇の宗教残党組織が所有していたもので、ティ＝ステイシスの体験した記憶をなぜか持っている（ティ＝ステイシスと意識を共有していたと思われるが詳細は不明。ティ＝ステイシスが持っていた「アイラへの慕情」も共有している。しかし、「ファラウスを嫌っている」という感情は引き継がれていない）。外見はティ＝ステイシスと同じだが性格についてはティ＝ステイシスよりも冷酷なところが目立つ。
ティ＝ステイシスの死亡の後、入れ替わるようにリプレイに登場。仮面魔導師たちとともにヴェイラー復活のために暗躍する。リプレイ後半におけるPCたちのライバルキャラである。

ヴェストー（黒の仮面魔導師）
闇の宗教残党組織の幹部の1人で男性。古代兵器ヴェイラー（バラー）を起動するための鍵となる者を集める一方、組織を裏切ったモガ＝ステイシスの処刑や、計画の障害となるガルガンダスの排除を狙っていた。
アイラたちの行動によって労せずしてモガとガルガンダスの殺害を果たし、さらに偶然も手伝ってファラウスを悪の魂に染めることにも成功。ヴェイラーを起動する3つの鍵を手に入れて世界の破壊を実行せんとしたが、他ならぬファラウスの裏切りと暴走によってヴェイラーを奪われ、最後はアイラに一撃で倒された。
『闇砦』の黒幕的存在であり、当初はラスボスもしくはラス前の強敵として構想されていたが、序盤のガルガンダス襲撃事件でファラウスマイナスに立場を乗っ取られ完全に雑魚と化してしまった。
作中ではほとんど「黒の仮面魔導師」（あるいは単に『仮面魔道師』）と呼ばれ、名前で呼ばれたのは2回ほどである。顔は最後まで明かされなかった。

白の仮面魔導師
闇の宗教残党組織の幹部の1人で女性。ヴェストーと行動を共にし、ヴェイラーの鍵となる者を集めていた。ヴェストーよりは穏健な考えを持つ。
最終決戦前に突如謎の失踪をして、それ以降の消息が語られない。それもそのはずで、彼女の正体は「闇の宝珠」を封印すべく闇の宗教残党組織に潜入していた「サライの八導師」シェイラ＝イクスティムである（この事実は『セブン＝フォートレス V3』のシナリオ集『ラース＝フェリアの嵐』にて明かされた）。
後にアイラとディフェスを側近として取り立てている。

フォーラ地方某国の姫君
リプレイ中、ガルガンダス一派殺しの罪で「闇の宗教」の加担者の疑いをかけられてアイラたちが官憲に逮捕されるというシーンがある。この後アイラたちは脱走するのだが、そこで出会ったのがこの「フォーラ地方某国の姫君」である。7～8歳の幼女。
リーン地方に属する十六都市国家のひとつ・ハザンにあった「闇の宝珠」をフォーラ地方に移送するため派遣された騎士団に随行していた。
シナリオの予定では、彼女の信用を得たPCたちは姫の口添えで疑いが晴れるという予定だったのだが、NPC反応チャートを用いた第一印象判定で「激しく恐れられる」結果が出てしまった。騒がれるのを嫌ったアイラたちは姫君を誘拐し、追ってきた衛兵たちに「逆らうと姫の命を奪う」と脅迫することで逃亡に成功する。しかしこの行動によってアイラたちは罪が増えるばかりか、十六都市国家評議会を完全に敵に回し、さらにヴェストー一派の襲撃による混乱の中でファラウスがファラウスマイナス化した上、めんたこと共にヴェストーの手に落ちる結果になってしまった。この一連の流れはシナリオの進行を大きく狂わせたため、今作中に数ある「大惨事」の中でも最も大きい事件となっている。
『闇砦』では出身地その他のプロフィールは明らかでなかったが、後に『森砦』でPCとして登場（プレイヤーはイラストレーターのぽぽるちゃ）した際、やはり十六都市国家の一つであるグリューナの王女で、名前がティエルであると明かされた。

ジェイド
お尋ね者になったアイラたちを執拗に追いかける戦士。ディフェスによって虐殺されたガルガンダス一行＝十六都市国家評議会調査団の唯一の生き残りである。「パーティを打ち倒さない限り、一歩も前に進めなくなってしまった」らしい。
名前の由来は機動戦士Ζガンダムの登場人物の一人、ジェリド・メサ。

### その他の登場人物・用語など
闇の宗教残党組織（ヴェストー一派）
世界支配を目的として破壊と混乱をばらまく秘密結社「闇の宗教」の残党組織。今作の物語の黒幕。
「闇の宗教」は『氷砦』で首領アムダラムが封印されたのち、内紛によって三分裂したが、本リプレイに登場するヴェストーやモガらのグループは『海砦』に登場した「闇騎士」ブラスの系列に属する。ババウル島の精霊獣秘密研究所とつながりがあったようで、精霊獣の研究成果などもモガは有していた。めんたこの所有者であるペルノー家ともコネクションがあったらしく、ペルノー家はこのことが原因で取り潰されている。

暗黒破壊神バラー
ラース＝フェリアの超古代文明「フロレターリア」で作られた巨大な人型兵器。普段は南海のババウル島に封印されているが、ファラウスマイナスが目覚めると彼の「出でよ、バラーァァァァッ！！」の声に応じて起動しファラウスの元へと歩みだす。ただしワープ能力などは搭載されていないので、リプレイの舞台となるリーン地方までの到着は三日ほどかかる。その間にファラウスマイナスの意識が閉ざされればバラーはババウル島へ帰還しふたたび眠りにつく。このことは『海砦』で明かされた精霊獣秘密研究所の存在と合わせ、ババウル島がかつてのラグシア戦乱における「闇の宗教」の重大拠点であったことを暗示している。
バラーはフロレターリア文明の崩壊の原因になった「霊王イクツェルの反乱」で使われた最終兵器で、その能力はすさまじい。目から放たれる怪光線は大陸を分断するほどの破壊力を持つ。リプレイ後半では「3つの鍵」を得ることでバラーが完全復活してファラウスマイナスの元に下り、世界三大騎士団の一つ「灼熱騎士団」を全滅させ、フォーチューンのエアル・ラーメ、フレイスのエクサージュという十六都市国家評議会の構成都市を滅ぼすなど世界を蹂躙する。
名前はケルト神話のバロールからとられている。巨大ロボットとしてのイメージの元ネタはファラウスのプレイヤーの鈴吹太郎曰くジャイアントロボであるということ。

ヴェイラー
バラーの「闇の宗教」側でのコードネーム。

3つの鍵
ヴェイラー（バラー）を覚醒させるために「闇の宗教」が捜し求めていた3つのアイテムのこと。つまり、以下の3つである。
- 闇の宝珠：ヴェイラーの動力炉。
- めんたこ：ヴェイラーの制御装置。簡易動力炉も兼ねる。
- 「黒き髪の人形使い」：ヴェイラーの操縦者として調整された人物。

めんたこ
ペルノー家の家宝である小箱。アニスの説明によると「鬼が島と明太子のあいの子で、立方体型の形状をした箱の横に色あせた手回し式のハンドルがついていて、回すと得もいわれぬ“チャカポコチャカポコ”という情緒豊かな旋律が流れる」らしい。元ネタは魔夜峰央のコミック「パタリロ!」に登場する同名のアイテムである。
その正体は、ファラウスの「開発」に失敗した闇の宗教残党が製造したヴェイラーのコントロール装置であった。頭脳としての機能とは別に、ハンドルを回すことでヴェイラーを起動させるだけの膨大な魔力を蓄積する事も可能だが、それにはハンドルを200年ほど連続で回すことが必要。そのため、ヴェイラーの動力炉にはめんたこではなく闇の宝珠が使われることになった。
最終決戦時、アニスたちはめんたこを取り戻すが、直後にヴェストーに破壊されてしまい、これが仇となってヴェイラーは暴走する。
なお、ゲーム･フィールド版及びファミ通文庫版によれば、「MENTal ACtion Organizer（精神活動構成装置）」の略との事。

闇の宝珠
この世界の魔法「属性魔法」を支える古代のアーティファクト「七宝珠」の一つ。過去の砦シリーズリプレイではキーアイテムとしてすでに5種類の宝珠が登場しているが、今作でも七宝珠のうちの一つ「闇の宝珠」が登場する。
その強大な魔力から、ヴェイラーの動力炉に使われており、これがヴェイラー覚醒の「3つの鍵」の一つであった。アイラたちによって行われたフォーラ某国王女誘拐事件の結果、行動を封じられたフォーラ衛兵の隙を狙ったヴェストー一派が、衛兵たちが守護していた闇の宝珠を奪ってしまう。

黒き髪の人形使い
ティのクローンに与えられているコードネーム。「人形」とはヴェイラーのことであり、闇の宝珠を操る力をもつティ・クローンが「人形使い」であるというわけである。「黒き髪の人形使い」はヴェイラー覚醒の「3つの鍵」の一つであり、ヴェイラーの操縦者の役割を持つ。ディフェス、ティ＝ステイシス、ティ＝ブラックは全てこの「黒き髪の人形使い」であった。
なお、本作中ではヴェイラーの封印を解くことのできるファラウスマイナスもまた漆黒の髪を持つことから「黒き髪の人形使い」の二つ名で呼ばれている。

魂を抜き取る短剣（魂の短剣）
ヴェストーが持っていた短剣で、刺した相手の魂を短剣の中に封印することができるアイテム。通常はこの短剣で刺された者は抜け殻のようになるが、善と悪の二つの魂を持つファラウスだけは例外で、ファラウスにこの短剣を使うことでどちらかの魂を体外に放逐することができる。ヴェストーはこれによりファラウスの善の魂を閉じ込め、ファラウスマイナスを安定化させた。
最終決戦の後、ヴェイラーの破壊に巻き込まれるアイラを救うべくティ＝ブラックはアイラにこの短剣を使い、魂を短剣に移し変えた。この結果アイラはオリジナルの肉体（男性の肉体）に魂を移植されて生き返ることになる。短剣自体はリーンのある寺院に保管されたが、その後盗まれて、『森砦』『炎砦』『空砦』にキーアイテムとして登場する。

リーンの闇砦
リプレイのタイトルにもなっている「リーンの闇砦」はこの世界に存在する古代の「七つの砦」の一つ。魔力を凝縮できる効果があり、強大な儀式魔法を使うときに良く使われる。リプレイでは暴走したヴェイラーが向かう場所として最終話になって登場。莫大な魔力を持つ闇砦にヴェイラーがぶつかって自爆すると世界は壊滅的な打撃を受けることになる。

## 「大惨事」への道

### 概要
『闇砦』は「砦シリーズ」の中でも極めて予想外のストーリー展開をしているリプレイである。もちろんGMの菊池たけしもプレイヤーたちも意図的にストーリーから外れようと思っていたわけではないのだが、様々な要因が積み重なり、当初の予定からはありえないような物語展開を行うことになった。近年の菊池たけしリプレイではこのような全く予想外の展開にストーリーが流れるリプレイを「大惨事」という言葉で表現しているが、その最も元祖となるリプレイがこの『闇砦』となる。
ただし、「大惨事」とはネガティブな意味というよりは、「TRPGならではのライブ感や自由度が溢れている」もしくは「ギャグ」というポジティブな意味で使われるので注意が必要である。
『闇砦』で「大惨事」が起こった大きな原因は以下のようなものがあげられる。
GMのマスタリング方針
GMである菊池たけしは「プレイ序盤において、ストーリーを作り込めば作り込むほどリプレイにおけるライブ感を失わせる原因になる」と考え、『闇砦』を始めるに当たっては、最低限のプロットとシチュエーション、キャラクターだけを設定し、ストーリーはPCの行動を拾って構成するという方針をとった。リプレイ中盤で明らかになるアイラ、ディフェス、ファラウス、ティの関係や、ファラウスがラスボスになっていった過程には、この菊池のマスタリング方針が関わっている。
当時のルール環境
現在のF.E.A.R.製TRPGには、プリプレイにおいてGMとプレイヤーがシナリオと設定をすり合わせるツールとして「今回予告」（『トレーラー』ともいう）「シナリオハンドアウト」「ライフパス」が、セッションの進行を円滑化するツールとして「シーン制」や「シナリオフェイズ制」「PC間コネクション」が用意されているが、『闇砦』が収録された1997年当時、これらのツールはほとんど存在していなかった。そのため、セッションの進行に連れてPCの設定が追加されることはざらであったし、特定の場面へのPCの登場可否はGMやプレイヤーの判断に委ねられていた。アニスが実家から追っ手をかけられているのはセッション中に突如追加された設定であり、ディフェスがアイラたちになかなか合流しなかったのも、合流までの過程のすり合わせがなされていなかった結果である。
特徴・特殊能力チャートの存在
『セブン＝フォートレス』シリーズの個性ともいえる「特徴・特殊能力チャート」であるが、基本的に大抵の「大惨事」の遠因はこれの結果によるものである。ファラウスがバラーを持っていたのも、アイラの「外見女性・中身ひどい女好き」もこのチャートの拡大解釈によるものである。また、PCたちが世界の敵として追われるきっかけを作ったガルガンダス殺害事件も「ワイバーンに変身する」というディフェスの能力が悪い方向に働いた結果である。
だが元々「特徴・特殊能力チャート」は濃い個性のキャラクターを作るためのルールであり、ある意味ではゲームシステムがフルに機能した結果といえる。
なお、本来「特徴・特殊能力チャート」はキャラクターメイキングの最後に振るが、『闇砦』では鈴吹太郎の要求によって、特例として最初に振っている。
NPC反応チャートの存在
『セブン＝フォートレス』シリーズ中、ルール第一版だけにしか存在しないルールに「NPC反応チャート」がある。ルール第一版の独自性としてはあまり目立たない部分だが、『闇砦』では強い存在感を持つルールとして機能している。ティがアイラに惚れたのもこの結果であるし、何よりフォーラ某国の姫君の誘拐事件が発生した遠因は、このチャートの結果、姫君がパニックに陥ったことにある。
このチャートはNPCが非常に偏った反応をするようにわざと作られており、ある意味では「特徴&特殊能力チャート」同様システムがフルに機能した結果といえる。
これらの問題は『闇砦』の結果を踏まえてか、『Ad』以降の『セブン=フォートレス』シリーズで修正されている。

しかし、「大惨事」が発生したのはルールの不備やGMのマスタリングミスのせいというより、悪ノリしたプレイヤーとGMが自ら望んでルールを拡大解釈した結果であり、そういう意味では参加者たちがこのようなゲームプレイを楽しもうとして最大限楽しんだ結果であるといえる。のちに菊池は『空砦』EPISODE 02で「意図的に『大惨事』を起こす」という実験的セッションを行っている。

## 残された謎
『リーンの闇砦』は謎が多く残されてしまっている作品でもある。このリプレイは本来語る予定であったストーリーのほとんどを語りきれないまま最終回を迎えているのである。
『闇砦』は元々の予定では、前作『フォーチューンの海砦』で語られた「サライと八導師」が世界を裏切り七つの宝珠を封印したことをきっかけに、宝珠をめぐる騒乱がラース＝フェリア全土で発生し、十六都市国家評議会と十六王紀時代を終焉に導いた「宝珠戦争」（『聖神官サライの反乱』とも呼ばれる）の真実を明かす物語になる予定だった。実際、連載開始前の予告漫画ではサライの姿がアップに映っているし、ゲーム・フィールド版『海砦』単行本でもあとがきで十六王紀969年のサライの死に纏わる話になることをほのめかしていた。
『リーンの闇砦』の作品中ではそのための伏線などもばら撒かれているが、プレイヤーがあまりにシナリオの本筋に乗ってこないうえに、「ダンジョン編」が追加されたことによるストーリーの停滞が加わって、「サライと八導師」を全く（表に）出さずにリプレイをまとめることになってしまったのである。また、ファラウスがラスボスになってしまったことで、ここでクライマックスを迎えるのが綺麗だということになった事情も強い。その結果、サライたちの物語が全く語られなかったのはもちろん、PCたちに対する主要な敵役のはずであった「闇の宗教残党組織」の内情でさえほとんど謎のまま連載は終了してしまった。白の仮面魔導師にいたっては途中で行方をくらましたまま最終回まで登場しない。
残されたいくつかの謎は後の砦シリーズ作品の伏線や『セブン＝フォートレス』シリーズの設定、シナリオフックなどに使われている。『セブン＝フォートレス V3』のシナリオ集『ラース＝フェリアの嵐』で白の仮面魔導師の正体が、『セブン＝フォートレス メビウス』のソースブック『エルキュリア』やファミ通文庫判『海砦』下巻の巻末記事でサライの死の真相が明かされたことなどはその一例である。

## 作品一覧
- リーンの闇砦 （ISBN 4-907792-00-X / B5判サプリメント / ゲーム･フィールド）
  - 1999年発売。リプレイ本編に加えて、リプレイの前日談にあたるシナリオと、アイテムやキャラクタークラスなどの追加データが付録として掲載。2012年現在絶版。
- リーンの闇砦 V3 edition（ISBN 4-8291-4392-4 / 富士見ドラゴンブック / 富士見書房）
  - 2003年発売。リプレイ部分をまとめた文庫版。あとがきとして菊池たけしと鈴吹太郎の対談を収録。
- リーンの闇砦〈上〉/〈下〉（ISBN 978-4-04-728126-4 〈上〉/ ISBN 978-4-04-728127-1 〈下〉/ ファミ通文庫 / エンターブレイン）
  - 2012年発売。富士見ドラゴンブック版の改訂版。ファミ通文庫と富士見ドラゴンブックの1行当たり字数の違い[40]から2分冊となった。菊池と鈴吹の対談が新たに録り下ろされた他、下巻巻末に四季童子による『ゲーマーズ・フィールド』連載時の挿絵を収録している。